# Beniamino Depalma
Beniamino Depalma (Giovinazzo, 15 maggio 1941) è un arcivescovo cattolico italiano, dall'11 novembre 2016 vescovo emerito di Nola.

## Biografia
Nasce a Giovinazzo, in provincia di Bari e diocesi di Molfetta-Ruvo-Giovinazzo-Terlizzi, il 15 maggio 1941.
Viene ordinato sacerdote il 3 aprile 1965 dal cardinale Alfonso Castaldo, arcivescovo di Napoli.
Il 7 dicembre 1990 è eletto arcivescovo di Amalfi-Cava de' Tirreni. Riceve l'ordinazione episcopale il 26 gennaio 1991 dal cardinale Michele Giordano (co-consacranti: vescovo Ciriaco Scanzillo, arcivescovo Ferdinando Palatucci).
Il 15 luglio 1999 è nominato vescovo di Nola, con il titolo di arcivescovo ad personam.
Inizia solennemente il ministero pastorale a Nola il 16 ottobre 1999.
L'11 ottobre 2012 indice il decimo sinodo diocesano.
È attualmente membro della Commissione episcopale per la Liturgia.
Dal 2012 è gran priore dell'Ordine militare del Santissimo Salvatore di Santa Brigida di Svezia, succedendo all'arcivescovo Bruno Schettino, scomparso prematuramente; è inoltre gran priore per l'Italia meridionale tirrenica e grand'ufficiale dell'Ordine equestre del Santo Sepolcro di Gerusalemme e cappellano capo del Gran priorato di Napoli e Sicilia del sovrano militare ordine di Malta.
L'11 novembre 2016 papa Francesco accoglie la sua rinuncia all'episcopato di Nola per raggiunti limiti di età. Gli succede Francesco Marino e rimane amministratore apostolico fino all'insediamento del nuovo vescovo che avviene domenica 15 gennaio 2017.

## Genealogia episcopale e successione apostolica
La genealogia episcopale è:
- Cardinale Scipione Rebiba
- Cardinale Giulio Antonio Santori
- Cardinale Girolamo Bernerio, O.P.
- Arcivescovo Galeazzo Sanvitale
- Cardinale Ludovico Ludovisi
- Cardinale Luigi Caetani
- Cardinale Ulderico Carpegna
- Cardinale Paluzzo Paluzzi Altieri degli Albertoni
- Papa Benedetto XIII
- Papa Benedetto XIV
- Cardinale Enrico Enriquez
- Arcivescovo Manuel Quintano Bonifaz
- Cardinale Buenaventura Córdoba Espinosa de la Cerda
- Cardinale Giuseppe Maria Doria Pamphilj
- Papa Pio VIII
- Papa Pio IX
- Cardinale Alessandro Franchi
- Cardinale Giovanni Simeoni
- Cardinale Vincenzo Vannutelli
- Cardinale Giovanni Battista Nasalli Rocca di Corneliano
- Cardinale Marcello Mimmi
- Arcivescovo Giacomo Palombella
- Cardinale Michele Giordano
- Arcivescovo Beniamino Depalma, C.M.

La successione apostolica è:
- Vescovo Giuseppe Giuliano (2016)